# 적의본 및 폐슬본
적의본 및 폐슬본(翟衣本 및 蔽膝本)은 서울특별시 용산구, 국립중앙박물관에 있는, 조선시대 폐슬본과 적의를 만들기 위하여 여러장의 창호지를 연접하여 실물의 크기와 형태, 문양까지 똑같이 그린 복식 유물이다. 1979년 1월 23일 대한민국의 국가민속문화재 제67호로 지정되었다.

## 개요
적의란 원래 중국에서 황후가 관복으로 착용하던 예복으로 우리나라에서 법복으로 왕비가 적의를 입기 시작한 것은 고려말 부터이다. 폐슬은 조복이나 제복을 입을 때 앞부분을 수직으로 내려 무릎을 가린 장식물이다.
이 유물은 조선시대 폐슬본과 적의를 만들기 위하여 여러장의 창호지를 연접하여 실물의 크기와 형태, 문양까지 똑같이 그린 것이다. 적의본은 엷은 청색바탕에 꿩이 두 마리씩 서로 마주보게 그려져 있고, 마주보는 꿩사이에는 네 가지색의 꽃무늬를 그려 넣었으며, 두꺼운 붉은색 창호지를 이용하여 옷자락의 가장자리를 만들고 용과 구름을 그려 넣었다. 폐슬본은 가운데를 중심으로 좌우를 크게 3등분하여 꿩 한쌍씩 마주보며, 전체 테두리에는 용이 각각 한 마리씩 그려져 있다.
이 적의본으로 만들어진 적의가 세종대학교 박물관에 소장되어 있다. 적의본 및 폐슬본은 조선시대말의 적의와 폐슬을 재현하는데 실물 못지 않게 중요한 자료로 평가받고 있다.

## 같이 보기
- 적의
- 황후 적의 (국가민속문화재 제54호), 세종대학교 박물관 소장

## 참고 자료
- 적의본 및 폐슬본 - 국가유산청 국가유산포털